# Pluton łącznikowy nr 4

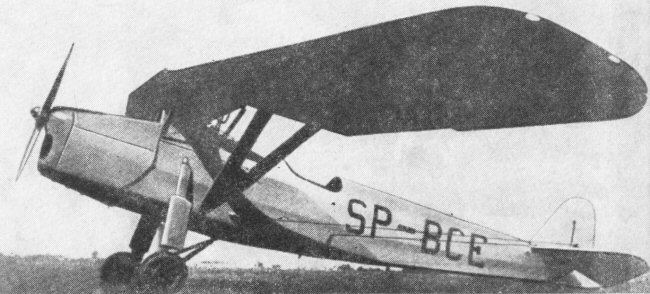
RWD-8 - samolot łącznikowy

Pluton łącznikowy nr 4 – pododdział lotnictwa łącznikowego Wojska Polskiego w II Rzeczypospolitej.

## Formowanie i walki
Pluton nie występował w organizacji pokojowej wojska. Był jednostką formowaną na podstawie planu mobilizacyjnego „W”, w I rzucie mobilizacji powszechnej. Jednostką mobilizującą był 2 Pułk Lotniczy w Krakowie:
Formowanie jednostki plutonu rozczęto 31 sierpnia 1939 roku, pierwszego dnia mobilizacji powszechnej, na lotnisku Rakowice. Pododdział został zorganizowany według „etatu” L.3085/mob.org. – organizacja wojenna plutonu łącznikowego o stanie 14 żołnierzy, w tym 1 oficera, 6 podoficerów i 7 szeregowców.
Na wyposażeniu plutonu znajdowały się trzy samoloty szkolne RWD-8. Dowódcą plutonu był podporucznik rezerwy pilot Zdzisław Kulpiński, a pilotami: kapral Mieczysław Illg i szeregowiec Marian Ideć.
Zgodnie z przyjętym Ordre de Bataille lotnictwa i OPL pluton miał wejść w skład Odwodu Naczelnego Wodza.
1 września 1939 roku pluton odleciał na lotnisko w Dęblinie, gdzie wszedł w skład Brygady Bombowej. Tego samego dnia podczas nalotu Luftwaffe zostały zniszczone wszystkie samoloty plutonu. 3 września pluton otrzymał dwa samoloty PWS-26 i jeden RWD-8 oraz przeniósł się na lotnisko Tończa koło Węgrowa do dyspozycji dowódcy XV dywizjonu bombowego. Następnego dnia do plutonu dołączył kapral pilot Stanisław Kuropatwa z Centrum Wyszkolenia Oficerów Lotnictwa Nr 1 w Dęblinie na samolocie PWS-26.
7 września trzech pilotów na samolotach PWS-26 zostało wysłanych w rejon Ostrołęki celem ewakuacji załogi z 16 eskadry obserwacyjnej, która lądowała przymusowo. W czasie lotu zostali zaatakowani przez samoloty Me 109, zmuszeni do lądowania i opuszczenia maszyn. Dwa samoloty PWS-26 zostały spalone, a trzeci uszkodzony. Piloci po trzech dniach powrócili do plutonu.
11 września do plutonu dołączyli absolwenci XIII promocji Szkoły Podchorążych Lotnictwa, podchorążowie Stanisław Czarnecki i Eugeniusz Fiedorczuk. W okresie od 11 do 18 września pluton operował z lotnisk Wielick i Wiśniowiec. 18 września 1939 z lotniska Buczacz wystartowały dwie załogi: porucznika Kulpińskiego i kaprala Kuropatwy. Lotnicy ewakuowali się do Rumunii.